# Osiedle Słowiańskie (Świdnica)
Osiedle Słowiańskie – osiedle mieszkaniowe położone w południowo-zachodniej części Świdnicy.
Osiedle Słowiańskie jest niewielkim zespołem zabudowy jednorodzinnej położonym pomiędzy Witoszówką na zachodzie, a linią kolejową biegnącą w kierunku Dzierżoniowa. W południowej części osiedla przy ulicy Słowiańskiej 1 zlokalizowany jest cmentarz komunalny. 